# Hideto Asamura
Hideto Asamura (Osaka, 12 de novembro de 1990) é um jogador de beisebol japonês, que joga na posição de defensor interno (infielder).

## Carreira
Asamura compôs o elenco da Seleção Japonesa de Beisebol nos Jogos Olímpicos de Verão de 2020 em Tóquio, onde conquistou a medalha de ouro após derrotar a equipe dos Estados Unidos na final da competição por 2–0.